# Diecéze pchjongjangská
Diecéze pchjongjangská (lat. Dioecesis Pyeongyangensis, korejsky 평양 교구) je severokorejská římskokatolická diecéze. Sídlo biskupství i katedrála se nachází v Pchjongjangu, veškerá činnost je ale znemožněna ze strany vlády Severní Koreje. Pchjongjangská diecéze je sufragánem soulské arcidiecéze. Diecéze je spravována apoštolským administrátorem, kvůli nemožnosti dosazení sídelního biskupa.
Od roku 2012 je apoštolským administrátorem Andrew kardinál Yeom Soo-jung, arcibiskup soulský.

## Historie
Apoštolská prefektura Hpyeng-yang byla zřízena 17. března 1927. K 17. březnu 1929 byla přejmenována na Peng-yang. Prefektura byla 11. července 1939 povýšena na apoštolský vikariát a spolu s povýšením byl změněn název na Heijo. Další změna názvu proběhla 12. července 1950, kdy byl vikariát přejmenován na Pchjongjang. Povýšení vikariátu na diecézi proběhlo 10. března 1962 a diecéze byla zařazena do soulské církevní provincie.
Od roku 1949 je kvůli perzekuci ze strany severokorejského režimu znemožněna činnost diecéze (resp. jakákoli náboženská činnost je potlačována a perzekvována).
Diecéze sousedí na severu s Čínou, severo-východně s hamhŭngskou diecézí, východně s Územním opatstvím Tŏkwon a jižně se soulskou arcidiecézí (resp. její severokorejskou částí).

## Seznam ordinářů diecéze

### Apoštolská prefektura Hpyeng-yang
- Mons. Patrick Joseph Byrne, M.M., biskup (9. listopadu 1927 - 17. března 1929, změna názvu)

### Apoštolská prefektura Peng-yang
- Mons. Patrick Joseph Byrne, M.M. (17. března 1929 - 12. srpna 1929, rezignace)
- Mons. John Edward Morris, M.M. (1. dubna 1930 – 31. července 1936, rezignace)

### Apoštolský vikariát Heijo
- Mons. William O'Shea, M.M., biskup (11. července 1939 - 27. února 1945, rezignace)
- Mons. Francis Hong Yong-ho, biskup (jmenován 24. března 1944 – 12. července 1950, změna názvu)

### Apoštolský vikariát Pchjongjang
- Mons. Francis Hong Yong-ho, biskup (12. července 1950 - 10. března 1962, jmenován biskupem pchjongjangským)
  - Mons. George Carroll, M.M. (apoštolský administrátor 1950 - 1962)

### Biskupství pchjongjangské
- Mons. Francis Hong Yong-ho, biskup (10. března 1962 - červen 2013; uvězněn v roce 1949 severokorejským režimem - nemohl se ujmout úřadu, v roce 2013 prohlášen za mrtvého)
  - Mons. George Carroll, M.M. (apoštolský administrátor 1950 - 1962)
  - kardinál Stephen Kim Sou-hwan, arcibiskup soulský (apoštolský administrátor 1975–1998)
  - kardinál Nicholas Cheong Jin-suk, arcibiskup soulský (apoštolský administrátor 1998–2012)
  - kardinál Andrew Yeom Soo-jung, arcibiskup soulský (apoštolský administrátor 2012 - úřadující)